# Андрусяк Богдан Олексійович
Андрусяк Богдан Олексійович (5 жовтня 1955, с. Чернилява Яворівського району Львівської області) — український поет, громадсько-культурний діяч. Член Національної спілки письменників України (2003).

## Біографія
Закінчив Львівський технікум залізничного транспорту та філологічний факультет Тернопільського педагогічного інституту (1984, нині ТДПУ).
Працівник Бережанського районного відділу внутрішніх справ, майор міліції.

## Творчість
Твори друкував у журналі «Тернопіль» та інших період. виданнях.
Автор книг:
- «Заповідник розстріляних лебедів» (1998),
- «Ментовський хрест» (2000; обидві — Т.).
- «Важке мовчання»
- «Повістка на любов» (2005)
- «Приручена совість» (2008)